# Canadia
La canadia (Canadia spinosa) è un anellide polichete estinto, vissuto nel Cambriano medio (circa 505 milioni di anni fa). I suoi resti sono stati ritrovati principalmente nel ben noto giacimento di Burgess Shales, in Canada.

## Descrizione
Lungo dai due ai quattro centimetri, questo animale possedeva una testa dotata di un paio di sottili tentacoli; il corpo, invece, era ricoperto da una moltitudine di corte spine (setae). L'intestino, come in molti anellidi policheti, poteva essere estroflesso anteriormente, andando a formare una proboscide che serviva all'animale per nutrirsi. Le zampe potevano servire alla canadia per spostarsi sul fondale fangoso, ma probabilmente le setae permettevano all'animale di nuotare immediatamente sopra di esso. L'intestino non conserva mai traccia di sedimento al suo interno; si è quindi ipotizzato che questo animale non si nutrisse di particelle di fondale, ma fosse un attivo predatore o forse si nutrisse di animali morti. Altri policheti presenti nel giacimento di Burgess sono Burgessochaeta, dotato di due lunghi tentacoli e dalle abitudini probabilmente fossorie, e Peronochaeta.